# Bad to the Bone
Bad to the Bone je páté studiové album americké rockové skupiny George Thorogood and the Destroyers, vydané v srpnu 1982. Jde o její první album vydané společností EMI America Records. Nahráno bylo na přelomu let 1981 a 1982 v Bostonu a produkovali jej členové kapely za asistence Johna Nagyho a Kena Irwina, kteří s kapelou spolupracovali již na několika předchozích albech. Kromě členů kapely na albu hraje klávesista Ian Stewart.
Album obsahuje tři Thorogoodovy autorské písně a zbytek tvoří coververze například od Johna Lee Hookera, Chucka Berryho a Boba Dylana. Jednou z autorských písní je úspěšný singl „Bad to the Bone“, vydaný samostatně až měsíc po albu, který se umístil na 27. příčce Mainstreamové hitparády časopisu Billboard. Samotné album se dostalo na 43. pozici hitparády Billboard 200 a organizace RIAA jej ocenila zlatou deskou za prodej více než 500 tisíc nosičů. V roce 2007 se album dočkalo nového vydání s několika bonusy v podobě nových nahrávek písní z původního alba.

## Seznam skladeb
1. Back to Wentzville (George Thorogood) – 3:33
2. Blue Highway (Nick Gravenites, David Getz) – 4:44
3. Nobody but Me (The Isley Brothers) – 3:28
4. It's a Sin (Jimmy Reed) – 3:32
5. New Boogie Chillun (John Lee Hooker) – 5:04
6. Bad to the Bone (George Thorogood) – 4:52
7. Miss Luann (George Thorogood) – 4:13
8. As the Years Go Passing By (Deadric Malone) – 5:03
9. No Particular Place to Go (Chuck Berry) – 4:00
10. Wanted Man (Bob Dylan) – 3:12

## Obsazení
- George Thorogood – zpěv, kytara
- Billy Blough – baskytara
- Jeff Simon – bicí, perkuse
- Hank Carter – saxofon
- Ian Stewart – klavír, klávesy